# 8550 Hesiodos
A 8550 Hesiodos (ideiglenes jelöléssel 1994 PV24) egy kisbolygó a Naprendszerben. Eric Walter Elst fedezte fel.